# Астрильд нігерійський
Астри́льд нігерійський (Estrilda poliopareia) — вид горобцеподібних птахів родини астрильдових (Estrildidae). Мешкає в Нігерії і Беніні. Раніше вважався конспецифічним з болотяним астрильдом.

## Опис
Довжина птаха становить 12 см. Голова і верхня частина тіла блідо-сірувато-коричневі, надхвістя оранжево-червоне, хвіст коричнювато-чорний. Нижня частина тіла сірувата, боки світло-коричнюваті, гузка білувато-охриста. Верхня частина тіла і боки легко смугасті. Очі світлі, дзьоб червоний, лапи тілесно-чорного кольору. Самиці є дещо блідішими, ніж самці.

## Поширення і екологія
Нігерійські астрильди мешкають на півдні Нігерії, в нижній течії і гирлі Нігеру, а також на південному сході Беніну. Вони живуть у трав'яних і очеретяних заростях на берегах річок, на узліссях тропічних лісів та на плантаціях маніоки. Зустрічаються парами або зграйками до 20 птахів. Живляться насінням трав, яке птахи збирають прямо з колосся, зокрема насінням Kyllinga, Fimbristylis, Cerastium, Digitaria, Panicum і Pennisetum

## Збереження
МСОП класифікує стан збереження цього виду як близький до загрозливого. За оцінками дослідників, популяція нігерійських астрильдів становить від 1300 до 2300 дорослих птахів. Їм може загрожувати знищення природного середовища.